# Мартин Аткинс
Мартин Аткинс (на английски: Martin Atkins, роден 24 декември 1965) е английски играч на дартс.
На 11 март 2006 г. побеждава световния шампион Йеле Клаасен на финала на престижното състезание Finland Open.
Аткинс живее в Лийдс с жена си и двете си деца. По професия е техник.